# Yvain et Yvon
Yvain et Yvon est une série de bande dessinée créée en 1985 par Patrick Cadot et Michel de Bom pour le Journal de Tintin. Cette série est publiée en albums au Lombard à partir de 1987.

## Trame
Yvain et Yvon sont deux frères jumeaux, jeunes et sympathiques. Ils ont un secret : l'un des deux, Yvon, a le pouvoir de se transformer en Ysengrin, loup aux yeux rouges qui a un ascendant sur les autres loups.
Les situations comiques s'enchaînent, à la frontière du fantastique et du dramatique.
Ces aventures se situent en Wallonie, notamment dans la région de Liège, selon différents détails relevés par plusieurs auteurs,, mais aussi dans les Ardennes, en Alsace et dans le Midi.

## Les personnages
Yvain est un petit garçon comme les autres. Il a des taches de rousseur, est vêtu de rouge avec une écharpe bleue. Son jumeau et lui ont environ sept ans au début, puis une dizaine d'années, et plutôt treize ans à la fin.
Yvon est le frère jumeau d'Yvain, et lui ressemble beaucoup, mais il n'a pas de taches de rousseur, est habillé en bleu avec une écharpe rouge. Surtout, il a le pouvoir de se métamorphoser en un loup nommé Ysengrin.
Ysengrin est le loup aux yeux rouges, métamorphe d'Yvon, mais il a sa propre personnalité et sa propre histoire.

## Jugements sur la série
Pour Filippini, le trait semi-réaliste de Cadot donne un soin particulier au décor, avec un climat inquiétant et « des images particulièrement saisissantes », notamment avec les meutes de loup.

## Publication
La série paraît dans Tintin de 1985 à 1988, et parfois dans Super Tintin. Ce sont la plupart du temps des récits complets de 4 à 16 pages, parfois des gags d'une à trois pages ; le dernier épisode qui y paraît, le Cheval des étoiles, est un récit « à suivre », en 1988. 
La série est publiée par Le Lombard en quatre albums, de 1987 à 1989.
Un récit de trois pages est repris en 2016 dans la Grande Aventure du journal Tintin.

## Albums
1. La Piste du Baphomet, Le Lombard, 1987  (ISBN 2-8036-0650-X).
2. Le Roi des loups, Le Lombard, 1988  (ISBN 2-8036-0674-7).
3. Le Cheval des étoiles, Le Lombard, 1988  (ISBN 2-8036-0704-2).
4. L'Enfant de la nuit, Le Lombard, 1989  (ISBN 2-8036-0751-4).